# Grml
Grml je linuxová distribuce založená na Debianu. Je odladěna především ke spouštění z nezapisovatelného média, ale může běžet i z flešky. Ve vývoji je od roku 2005 a původně vycházela z Knoppixu.
Obsahuje i X Window System a několik minimalistických správců oken (wmii, Fluxbox, openbox), takže je možné v něm pracovat v grafickém uživatelském rozhraní s programy typu webových prohlížečů. Je ovšem určen především pro zkušené uživatele a systémové administrátory, kterým nabízí řadu specializovaných programů pro diagnostiku a opravy.
Výchozím příkazovým procesorem je zsh, ale nainstalován je i bash, ksh a dash.
Grml je vydáván pro architektury x86 a x86-64.
Správcem projektu je Michael Prokop, rakouský vývojář Debianu.